# Gregor Fučka
Gregor Fučka (Kranj, 7. kolovoza 1971.) naturalizirani je talijanski profesionalni košarkaš, porijekom iz Slovenije. Igra na poziciji centra, a može igrati i krilnog centra. Trenutačno je član talijanske GMAC Bologne. 

## Karijera
Karijeru je započeo u KK Triglavu u svojoj rodnoj Sloveniji, a iz tog kluba seli u najveći slovenski klub, ljubljansku Olimpiju. U Italiju dolazi davne 1990. godine i pridružuje se momčadi Pallacanestro Trsta, a još je igrao i za Stefanel Milano te Teamsystem Bolognu. U Bologni je igrao od 1997. do 2002., kada odlazi u španjolsku Barcelonu, gdje ostaje do 2006. kada odlazi u Akasvayu Gironu. 
Nakon što mu je Girona jasno dala do znanja da više ne računa na njega, Gregor Fučka je bio prisiljen pronaći novu destinaciju. Odlazi u rimsku Lottomaticu i tako se ponovno vratio u Italiju, državu u kojoj je proveo najveći dio svoje karijere. Potpisao je jednogodišnji ugovor uz opciju da se produži suradnja za još jednu godinu (1+1). Nakon isteka jednogodišnjeg ugovora, Fučka je potpisao za GMAC Bolognu.

## Talijanska reprezentacija
Bio je član talijanske reprezentacije koja je na Europskim prvenstvima u Španjolskoj 1997. i Francuskoj 1999. osvojila srebrnu, odnosno zlatnu medalju. S reprezentacijom je još igrao na Svjetskom prvenstvu u Grčkoj 1998., Europskim prvenstvima 1995. i 2001., i Olimpijskim igrama u Sydneyu 2000. godine. 

## Vanjske poveznice
- Profil  Arhivirana inačica izvorne stranice od 8. veljače 2012. (Wayback Machine) na Lega Basket Serie A
- Euroleague.net Profile
- Basketpedya.com Profile  Arhivirana inačica izvorne stranice od 18. veljače 2021. (Wayback Machine)